# Juan Agustín Niño y Álvarez
Juan Agustín Niño y Álvarez del Pino (Tunja, n.d. – Tunja, 1816) fue capitán de los Comuneros del Socorro y alcalde de Tunja. Fue padre del prócer mártir de la independencia de Colombia Juan Nepomuceno Niño.

## Biografía

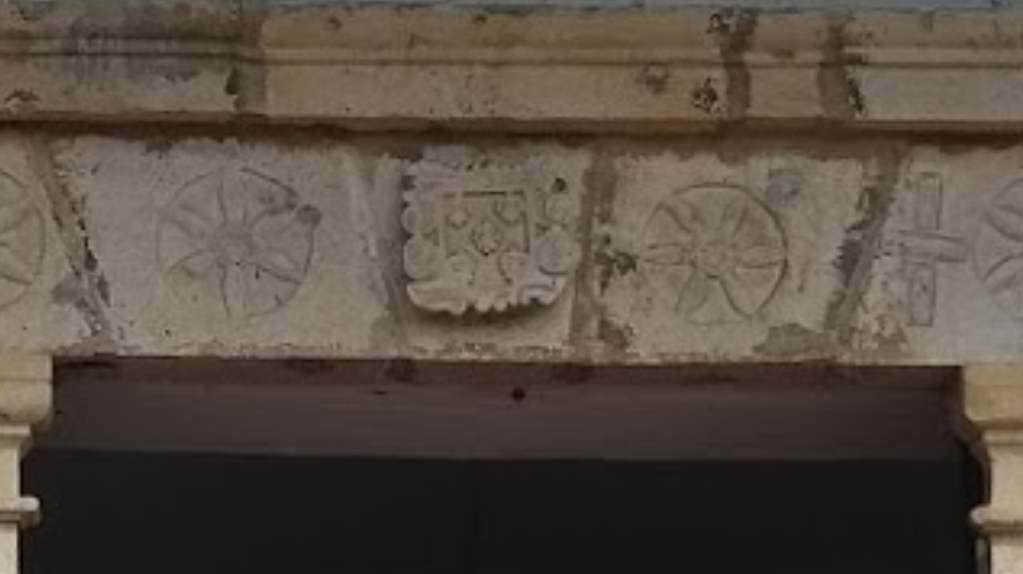
Escudo de armas del linaje Niño de Moguer.

Era hijo de Francisco Antonio Niño y Santiago Saavedra y María Antonia Álvarez del Pino y Ángel.
El 17 de mayo de 1781, los comuneros del Socorro y de municipios vecinos llegaron a Tunja y eligieron como capitanes de los comuneros de Tunja a Juan Agustín Niño, Juan José Saravia, Francisco José de Vargas y León y Joaquín del Castillo y Santa María. Estos, por orden de Juan Francisco Berbeo, debían reclutar doscientos hombres de la ciudad para unirse a las tropas, que iban a concentrarse en Nemocón. Para evitar posibles inculpaciones, Niño, Vargas y Castillo firmaron esa noche en la escribanía de la ciudad una exclamación afirmando su lealtad al Rey y haber sido forzados a la aceptación de los nombramientos.
Murió en Tunja en el año 1816.

## Familia
Su familia pertenecía a la clase gobernante y terrateniente de las provincias del Virreinato de la Nueva Granada, acaparando cargos políticos y eclesiásticos durante décadas y acumulando gran influencia dentro del cabildo de Tunja. Conformaban la élite junto a la familia Castillo y Guevara y la Familia Rojas desde mediados del siglo XVIII
Se casó con Juana Josefa Cepeda, con quien tuvo un hijo (Dionisio Niño Cepeda), con Juana Luisa de Alarcón González, con quien no tuvo hijos, y con María Catarina Muelle y Lago, con la que tuvo un hijo (Juan Nepomuceno Niño y Muelle).

Su padre era descendiente de Pedro Alonso Niño, piloto de la Santa María en el primer viaje de Colón. El hermano de este, Juan Niño, financió y participó en el viaje colombino aportando La Niña a la expedición. El oficio de navegante lo siguieron primero su hijo Francisco Niño, y el hijo de este llamado también Pedro Alonso Niño, quien partió a la conquista de Indias, por Bonda, Cubagua, Santa Marta, Vélez, Tunja y Santa Fe.

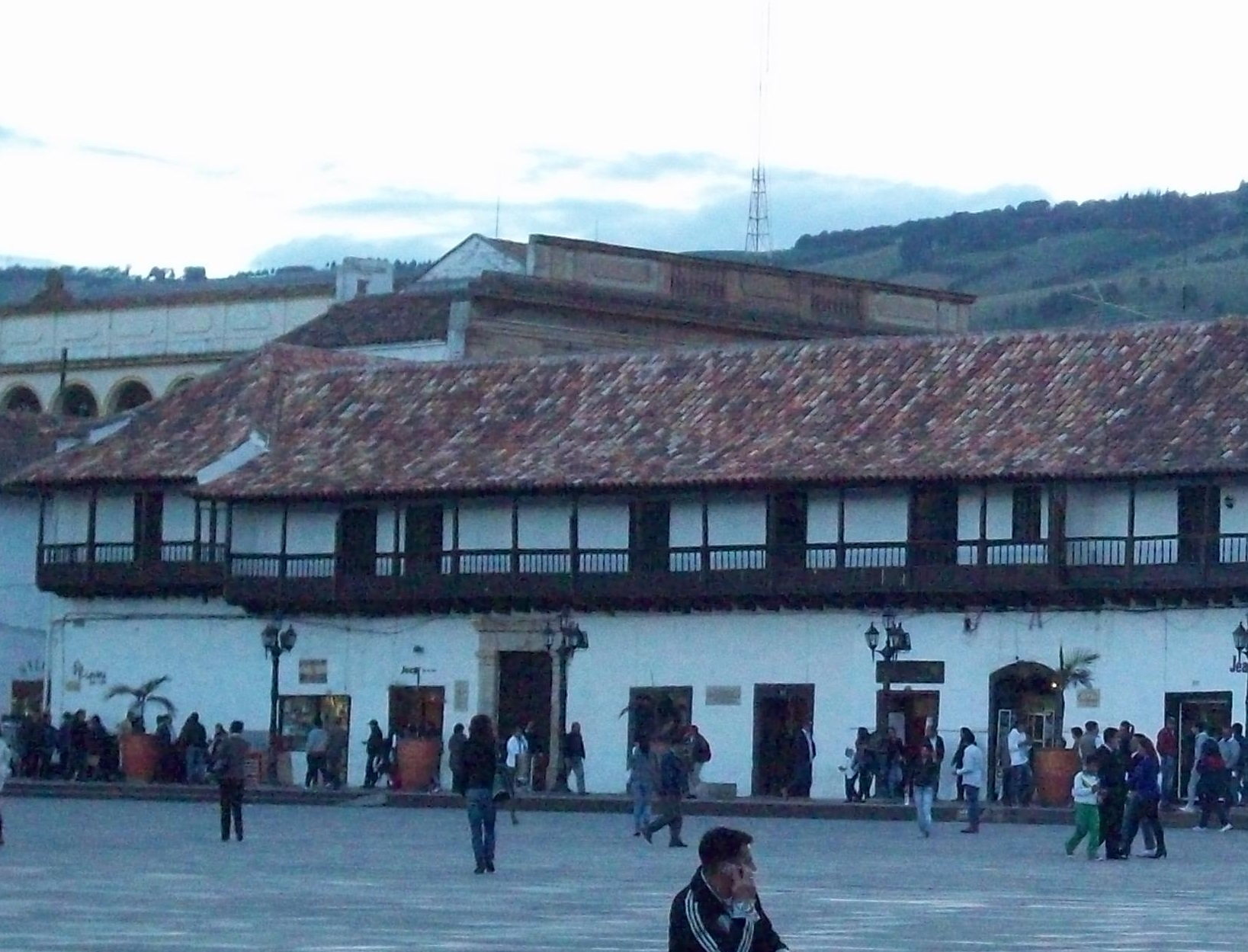
Fachada de la Casa familiar.

## Casa
Está en la plaza de Bolívar de la ciudad de Tunja, antigua plaza Mayor, era una casa palacio, vivienda colonial o mansión de dos pisos con balcones.